# Fuerza Nueva
Fuerza Nueva (FN) fue un partido político español de extrema derecha, fundado en 1976 y que desapareció en 1982. Liderado por Blas Piñar López, también secretario general y presidente del partido, tuvo su origen en una sociedad y editorial constituida en 1966, Fuerza Nueva Editorial, que daría lugar a una asociación política y, posteriormente, al susodicho partido. La editorial ha venido publicando desde 1967 la revista homónima.
Esta formación fue una respuesta a aquellas fuerzas derechistas que propugnaban la transformación liberalizante de la dictadura de Francisco Franco, mientras Fuerza Nueva se aferraba a la continuación de la misma. Su modelo ideológico fue el de un ultraconservadurismo español que  propugnaba una adaptación contemporánea de la monarquía autoritaria española, fundamentada en un catolicismo tradicionalista y recogedora de algunos aspectos del falangismo y el carlismo. En definitiva, Fuerza Nueva no fue más que la continuidad ideológica del «purismo» franquista y su ideario expresado en la Ley de Principios del Movimiento Nacional. Coincidió en el tiempo con otros movimientos afines neofascistas europeos.

## Historia

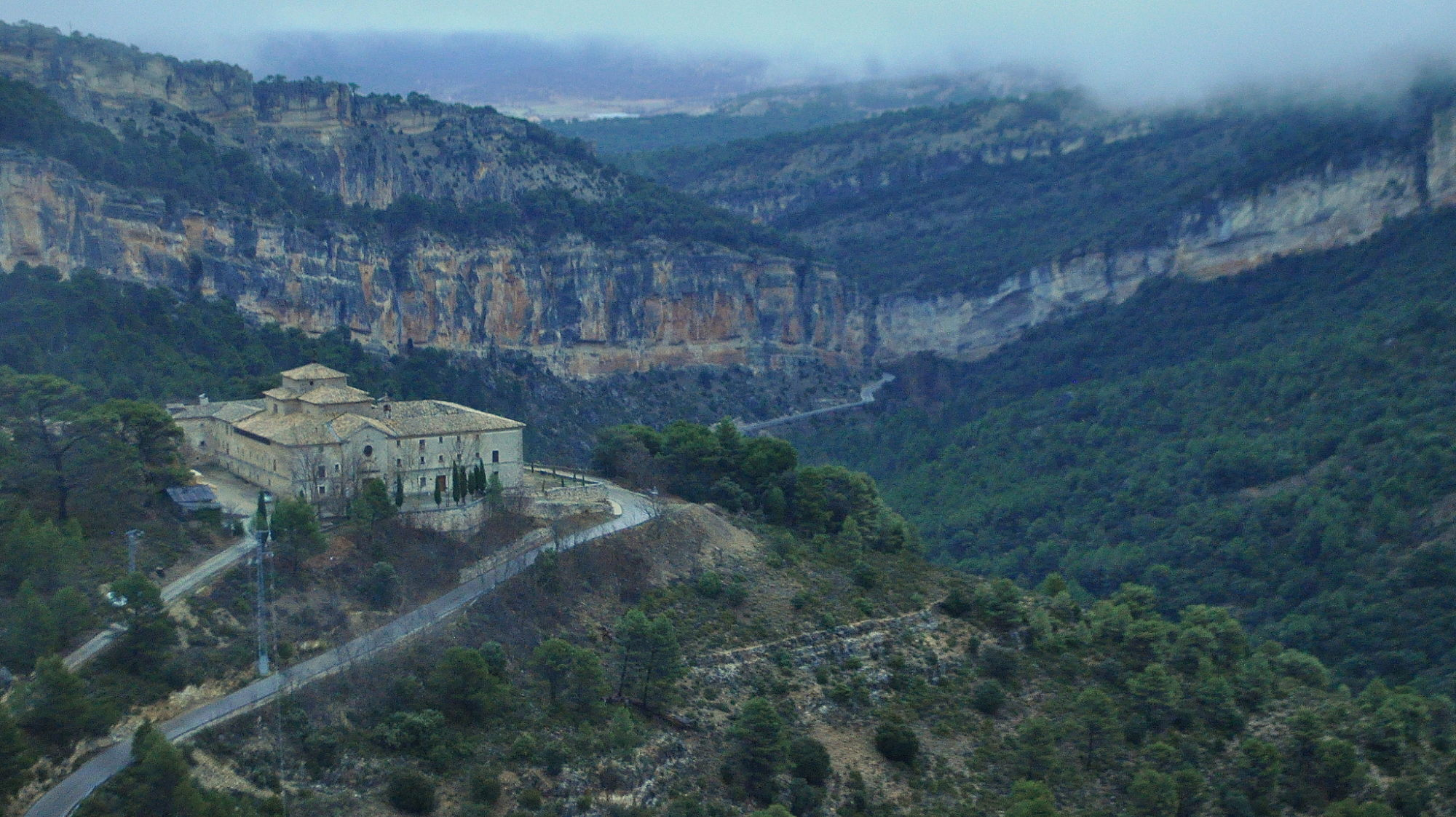
Vista aérea del convento de San Miguel de la Victoria de Priego (Cuenca). Allí tuvo lugar en 1964 la reunión convocada por Blas Piñar de la que surgió el proyecto de Fuerza Nueva.

Fuerza Nueva surgió de la mano de Blas Piñar que afirmó que la idea nació durante unos ejercicios espirituales en Cuenca en 1965. Según Xavier Casals, la reunión convocada por Blas Piñar de la que surgió el proyecto de Fuerza Nueva tuvo lugar en el convento de San Miguel de la Victoria de Priego un año antes. Allí se discutió un plan «para clarificar ideas con una visión sobrenatural y [...] luchar contra las fuerzas del mal a escala universal».Dicha reunión recibió a integrantes de la Guardia de Hierro rumana.
En mayo de 1966 se fundó Fuerza Nueva Editorial S.A., que comenzó a publicar la revista de idéntico nombre en 1967. El 19 de octubre de 1976 se constituyó como partido con el objetivo de mantener vivos los principios ideológicos del  Alzamiento Nacional del 18 de julio y de la dictadura franquista.
Durante los años de la Transición se vio envuelta por su apoyo o intervención en varios atentados ultraderechistas contra huelguistas, políticos de izquierdas, sindicalistas, manifestaciones vecinales o estudiantiles y redacciones de periódicos. Uno de estos grupos, los Guerrilleros de Cristo Rey, al cual pertenecían destacados miembros de Fuerza Nueva, fue el responsable del asesinato de varias personas durante aquellos años. Entre los atentados terroristas imputados a militantes de Fuerza Nueva se encontraron la matanza de Atocha de 1977 o el asesinato de la activista Yolanda González, militante del trotskista Partido Socialista de los Trabajadores, en 1980. Asimismo sus relaciones durante sus primeros años con Falange Española Independiente fueron bastantes tensas, al contrario que con FE de las JONS.
Se presentó a las elecciones generales de España de 1977 en solitario al Congreso de los Diputados y para el Senado en la coalición Alianza Nacional 18 de Julio, obteniendo 67.336 votos (0,37%). Estos resultados fueron superiores a los cosechados por otras fuerzas como Falange Española de las JONS (Auténtica) con 46.548 votos (0,25%), o Falange Española de las JONS con 25.017 votos (0,14%). En 1978, ante el referéndum para la ratificación de la Constitución española pidió el voto negativo a ésta.
El partido tuvo su sede nacional desde julio de 1979, cuando fue inaugurada, en el número 8 de la madrileña calle de Mejía Lequerica, en un edificio que había pertenecido previamente a Papelera Española.
En las elecciones de 1979, Fuerza Nueva se volvió a presentar dentro de una coalición más amplia denominada Unión Nacional (junto con FE de las JONS, Círculos Doctrinales José Antonio, Comunión Tradicionalista, Asociación de Jóvenes Tradicionalistas y Confederación Nacional de Combatientes), obteniendo 378.964 votos (2,11%) y un diputado en la persona de Blas Piñar, por la circunscripción de Madrid.
En ese momento, Fuerza Nueva se encontraba en el clímax de su vida política. La participación en sus actos era alta, por ejemplo, las concentraciones en la plaza de Oriente con motivo del 20-N o en plazas de toros (Madrid, Valencia, etc.) para conmemorar el 18 de julio, pero esta participación y adhesión luego no era correspondida con resultados electorales. De hecho, para las primeras elecciones autonómicas al Parlamento andaluz, en las que Fuerza Nueva se presentó, el lema escogido fue «Tu aplauso, un voto».
Varias consecuencias llevan a la debacle de 1982: la coalición UN se separa antes de las elecciones generales de octubre de ese año, y se produce al mismo tiempo un desmembramiento de la UCD, por lo que el electorado «de derecha» se moviliza en torno a Alianza Popular o en torno a partidos regionalistas. Finalmente Fuerza Nueva se presentó en solitario a las elecciones generales de 1982, obteniendo 108.746 votos (0,52%) y ningún escaño. Estos resultados y las deudas económicas llevaron a la disolución como partido político el 20 de noviembre de ese mismo año. Fuerza Nueva es desde entonces una revista (semanal primero, quincenal después) dirigida por Luis Fernández Villamea.
El partido no tuvo ninguna participación en el golpe militar del 23 de febrero de 1981, efectuado por miembros de la Guardia Civil y el Ejército.
El partido se encontraba presente en todas las provincias españolas, sus capitales y principales poblaciones. Contaba con las juventudes de Fuerza Joven (FJ). Por Fuerza Joven han pasado numerosos dirigentes de posteriores partidos nacionales como José Luis Corral, líder del Movimiento Católico Español, Rafael López-Diéguez, secretario general de Alternativa Española o Ricardo Sáenz de Ynestrillas, fundador del Movimiento Social Español y posteriormente líder de Alianza por la Unidad Nacional y cuyo padre fue asesinado por ETA. Otros personajes de la vida social española pasaron también por las filas de esta formación política, como José María del Nido, empresario y expresidente del Sevilla FC o Javier Tebas, presidente de la Liga Nacional de Fútbol Profesional.
Tras su disolución, la formación tuvo como heredera al llamado Frente Nacional, partido político fundado en 1986 y que existió hasta 1993.
Actualmente, Fuerza Nueva Editorial continúa realizando actividades como conferencias de tipo cultural, comidas y cenas de hermandad con motivo de las fechas del 18 de julio y el 20 de noviembre, la edición quincenal de su revista y la publicación de libros de temática religiosa, histórica y política.

## Símbolos
- Distintivo: un escudo con el yugo y  flechas, tomados de los símbolos de los Reyes Católicos y la Cruz de Borgoña.
- Uniforme: a imitación del partido único durante la época franquista (FET y de las JONS), Fuerza Nueva utilizó la camisa azul mahón falangista y la boina roja del Carlismo.
- Bandera: cuadrada (de proporciones 1:1), dividida diagonalmente desde la parte inferior al asta hacia la parte superior al batiente, roja la parte superior y azul la parte inferior.
- Himnos: «Cara al sol» y «Marcha de Oriamendi». Además, Fuerza Nueva compuso su himno propio.
- Lema: «Dios, Patria y Justicia».

## Resultados electorales
| Elecciones y fecha                            | Candidatura    | Votos   | %     | Cabeza de lista | Diputados |
| --------------------------------------------- | -------------- | ------- | ----- | --------------- | --------- |
| Elecciones generales españolas de 1979        | Unión Nacional | 378.964 | 2,11% | Blas Piñar      | 1/350     |
| Elecciones al Parlamento de Cataluña de 1980  | Fuerza Nueva   | 27.807  | 1,03% | Pedro Vilaplana | 0/135     |
| Elecciones al Parlamento de Galicia de 1981   | Fuerza Nueva   | 3.950   | 0,40% |                 | 0/71      |
| Elecciones al Parlamento de Andalucía de 1982 | Fuerza Nueva   | 34.948  | 1,23% |                 | 0/109     |
| Elecciones generales españolas de 1982        | Fuerza Nueva   | 108.746 | 0,52% | Blas Piñar      | 0/350     |